# バスタードソード

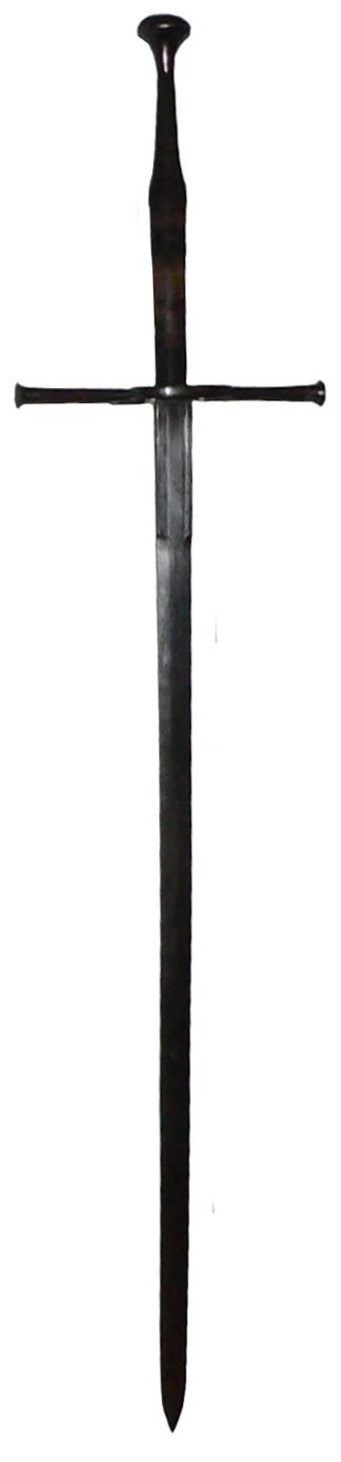
バスタードソード

バスタードソード（英: Bastard Sword）は、両手、片手持ちの両用の剣。片手半剣（英: Hand and a half Sword）とも呼ばれる。別名、ロングソード、ハンド・アンド・ハーフ・ソードともいう。

## 定義
バスタード（Bastard）とは、「雑種」または「私生児」という意味であり、卑罵語としての意味が強いため、海外では前述のHand and a half Sword表記の方が正規表記として採用されているケースが多い。「類似」「複合」といった意味もある。発音がほぼ同じBusterd（破壊者）と混同されることがあるが、誤りである。
「雑種（Bastard）」の名が冠せられた理由にも諸説あるが、
1. 「片手剣」と「両手剣」の間の剣である[2]
2. 切ることも突くこともできる剣である[2]
3. 切ることに適した「ゲルマン系の剣」と突くことに適した「ラテン系の剣」の間の剣である[5]

との説がある。

### 歴史的背景
バスタードソードは13世紀から14世紀にかけて剣から発展した。騎士の鎧の板金が洗練され、14世紀から15世紀にかけて騎士や兵士は徒歩、馬上での対応をより期待された。鎧で重武装した敵は鎧の隙間への鋭く細く尖った切先による刺突で倒し、軽武装の兵士には両手を使って斬る。
大型の剣を片手で扱うには屈強な体格を必要とし、使い手によっては徒歩での両手の強撃は骨折も可能だった。。長さゆえ平時は携帯されなかった。当時の人々は片手剣、両手剣、バスタードソードを明確に区別することなく、ときには混同もしていた。また片手剣にも片手半剣にも両手剣にも剣身を持ち、短槍の様に扱い、鎧の隙間への正確な刺突を狙うハーフソードや剣身を持ち、柄や鍔でハンマーの様に殴りつける打撃「モードシュラッグ」という西洋武術も採用された理由であった。両手剣と同じく板金鎧の発達に対応した武器でもあるが、さすがに板金鎧を斬り裂くことは不可能であった。
バスタードソードは15世紀を頂点にして衰退の道をたどる。1570年の頃には実用性を失っていたようである。
時代にもよるが槍（ランス）、盾、斧、メイス、剣が騎士の装備だった。
スイスの傭兵たちはハンドガン兵の腰にバスタードソードを装備させておき、散兵戦後に本隊が交戦する前段階でこれを振るって白兵戦を行った。敵の槍の穂先を斬り落とし、両手で全力で振るえるようグリップが長いのがバスタードソードである。スイス傭兵たちはパイク戦術の中で、前面にハルバードとバスタードソードを装備した部隊を配置していた。
バスタードソードや両手剣やハルバードはパイク兵の密集陣形に対抗する武器であった。
ドイツ傭兵ランツクネヒトは両手剣を好んだが、スイス傭兵は片手半剣やハルバードの方を好んだ。
西洋の片手剣はほとんどのものが80-100センチメートルの間で作られている。これは成人男性の腕の長さに合わせて作られているためで、剣を自分の腕の延長と見なして扱う。従って、腕と同じ長さの80〜100センチメートルの剣が最も扱いやすいとされる。バスタードソードはそれよりも長く、重い。バスタードソードは片手と両手のどちらでも扱えるよう、柄頭および握りの重さが刀身と釣り合うように設計されているのだが、使用者にとってはこの差が大きな負担となる。つまり、バスタードソードを扱うには専用の訓練を受け、扱い方を身に付ける必要がある。

## 外観
剣の分類は未だ確定事項が出ていないことも多いが、このバスタードソードは、
- 長さは1.1〜1.4メートル程度[2]。
- 重さは2.5〜3キログラム程度[2]。
- 両手でも握るために柄は長く作られている[1]。
- 刃は狭い。

などの特徴でもって分類される説のほか、ロングソードと同一視する説もある。その場合は、
- 全長は1〜1.3メートル程度[3]。
- 刃渡りは90〜110センチメートル程度[3]。
- 平均的な重量は1.3〜1.5キログラム程度[3]。
- 刀身はおおむね両刃である場合が多い[3]。

となっている。

## ファンタジー作品での扱い
『ダンジョンズ&ドラゴンズ』をはじめとするTRPGでは、片手でも両手でも使用可能な剣として登場する。小説『ロードス島戦記』でパーンが父から受け継ぎ、最初に使っていた剣はバスタードソードである。アニメでは終盤まで愛用され、主に両手で使われていた。
「Busterd（破壊者）」の意味を採用している作品もある。例えば中里融司の『荒鷲の大戦』では、「粉砕剣」に「バスタードソード」のルビを振っている。